# Véronique Cardi
Véronique Cardi est une éditrice française née le 31 octobre 1980.
Elle dirige depuis 2019 les Éditions Jean-Claude Lattès (JC Lattès), une maison d'édition française appartenant au groupe Hachette Livre.

## Biographie

### Jeunesse et études
Véronique Cardi naît le 31 octobre 1980,. Elle grandit à Riedisheim, dans la banlieue de Mulhouse. Ses parents sont professeurs d'histoire et elle a un frère et une sœur ainées,.
Titulaire d'un diplôme d'études universitaires générales (DEUG) d'allemand et d'une maîtrise de philosophie, elle obtient un master d’édition à la Sorbonne. 

### Carrière professionnelle
Véronique Cardi comment sa carrière en 2005, en stage au sein des éditions indépendantes Philippe Rey. Elle travaille ensuite en section littérature étrangère des éditions du Seuil.
En 2007, elle rejoint les éditions Belfond en tant qu’éditrice où elle découvre notamment les Enfants de Staline, d’Owen Matthews.
En 2011, elle crée Les Escales, un label lancé au sein de la maison maison d'édition Gründ. La ligne éditoriale qu’elle y développe est centrée sur la découverte de romans venus du monde entier, caractérisés par des atmosphères dépaysantes et un style littéraire singulier. Elle publie notamment L’Île des oubliés de Victoria Hislop, un best-seller international qui devient le plus grand succès de la maison, avec 60 000 exemplaires vendus en grand format et 500 000 au Livre de Poche,.
En 2013, elle prend la direction de la collection Feux Croisés chez Plon, tout en conservant son poste aux Escales, les deux entités appartenant au même groupe, Editis,.
Véronique Cardi rejoint en 2014 le groupe Hachette Livre et est nommée directrice générale du Livre de Poche, à l’âge de 33 ans,. Sous sa direction, la maison prend la tête du marché du livre de poche en France. Elle y publie notamment Mémé dans les orties d’Aurélie Valognes, écoulé à 800 000 exemplaires. Elle supervise également l’édition du recueil Nous sommes Charlie, rassemblant les textes de 60 auteurs en réaction à l’attentat contre Charlie Hebdo. Les bénéfices sont entièrement reversés à l’équipe de l’hebdomadaire satirique,.
En 2019, Véronique Cardi est nommée présidente directrice générale des éditions Jean-Claude Lattès,. Elle succède à Laurent Laffont, qui les dirigeait depuis 2014. À ce poste, elle entreprend de renforcer la position de la maison sur le marché éditorial français. Dans le contexte de la crise sanitaire de la covid 19, elle adapte la production éditoriale tout en maintenant une dynamique de publication. Sous sa direction, plusieurs titres rencontrent un large succès, notamment La Commode aux tiroirs de couleurs d’Olivia Ruiz, La Relique du chaos de Jacques Ravenne, Quantum de Patricia Cornwell ou encore Frangines d’Adèle Bréau,,. Elle nomme Constance Trapenard en tant que directrice littéraire et Clara Dupont-Monod directrice littéraire en charge de la non-fiction,.